# 旧堺燈台
旧堺燈台（きゅうさかいとうだい）は、大阪府堺市堺区大浜北町5丁にある木製洋式灯台跡である。現存する最古の木製洋式灯台のひとつとして、国の史跡に指定されている。

## 概要
木製の六角形の灯台で、高さは11.3メートル。1877年（明治10年）に完成し、1968年（昭和43年）1月29日まで使用されていた。1972年（昭和47年）7月12日に国の史跡に指定された。
2005年（平成17年）から保存解体修理を行い、2007年（平成19年）3月に修理工事が終了。翌年に第28回大阪都市景観建築賞奨励賞を受賞。

### 歴史
江戸時代の堺港の燈台の変遷については、『堺市史史料』に収められている「堺港燈台起源沿革等取調上申書」（『堺市史』第6巻に「堺港燈台起源沿革書」として掲載）に記録が残されている。これによると、堺港の燈台は、1689年（元禄2年）に初めて市中の商人の寄金で建築されて以降、1877年（明治10年）の洋式燈台まで7期にわたって、位置を変えながら新設されていったとされている。堺港は、特に1704年（宝永元年）の大和川付替え以降、土砂の流入などにより修築を繰り返し、それにあわせて、燈台も規模を大きくしながら位置を変えていった。このことは同時に、堺の町の発展を表すものであるといえる。
明治時代初期、堺港の改修事業に伴い、新しい灯台設置の必要性が高まった。そこで高山保次郎をはじめ、堺の有力者らは自ら基金を出し合い、当時の堺県からの補助金も受けて灯台を建設した。灯台の建設にはイギリス人技師指導のもと、堺の大工や石工も深く関わっている。
1877年（明治10年）に大波止（南突堤）の西端に灯台が完成し、同年9月15日から稼働した。当初の光源は石油ランプを使い、約18キロメートル先まで灯台の光が届いたとされている。
しかし時代が下り、1959年（昭和34年）から始まった堺泉北臨海工業地帯の埋め立てにより、徐々に灯台の役目を果たせなくなった。そのため灯台は1968年（昭和43年）に廃止され、90年の歴史に幕を閉じた。

## 備考
旧堺燈台は堺市のシンボルのひとつとされ、市内各所でモチーフとして使用されている。とりわけ堺区内には旧堺燈台をモチーフにした公衆電話ボックスや時計台があり、旧堺燈台をデザインしたマンホールが随所に見られる。1997年（平成9年）に開催されたなみはや国体を記念して、堺市内の和菓子製造業者らが共同で、旧堺燈台をかたどった「堺燈台もなか」を開発している。近年では海の日の前後の2日間で、市職員立会い（ガイド）の下で燈台内部の一般公開も行われている。
旧堺港の沿岸部はプロムナードとして整備され、大波止には詩人・伊東静雄の歌碑『燈台の光を見つつ』も建っている。また、2000年（平成12年）には、かつて大浜公園にあった龍女神像が小波止（北突堤）の波除住吉神社跡地に復元設置され、旧堺燈台とともにシンボルとなっている。なお、旧堺燈台の先代にあたる第6期の灯台（遥明台）は小波止に置かれていた。

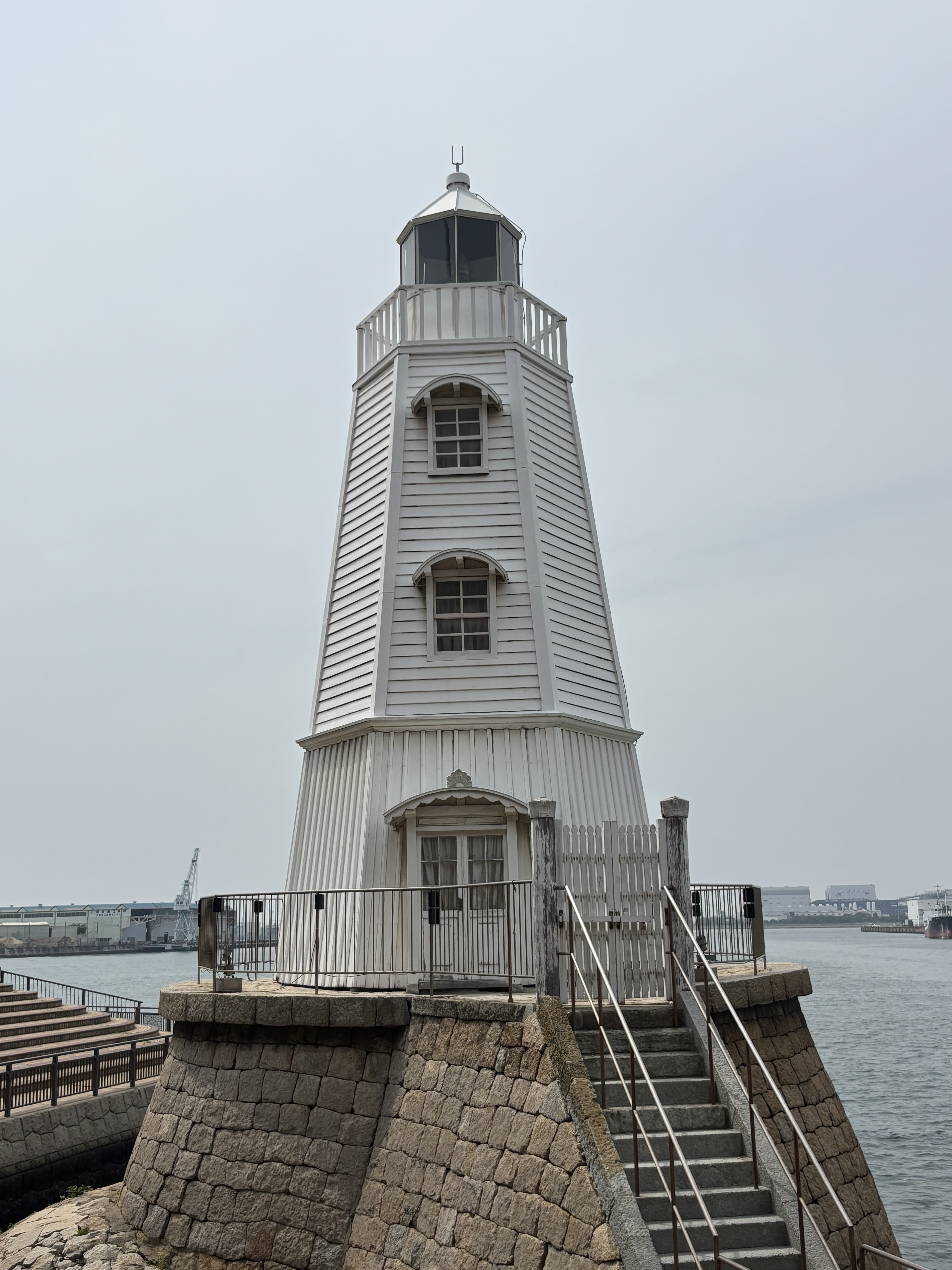
旧堺燈台
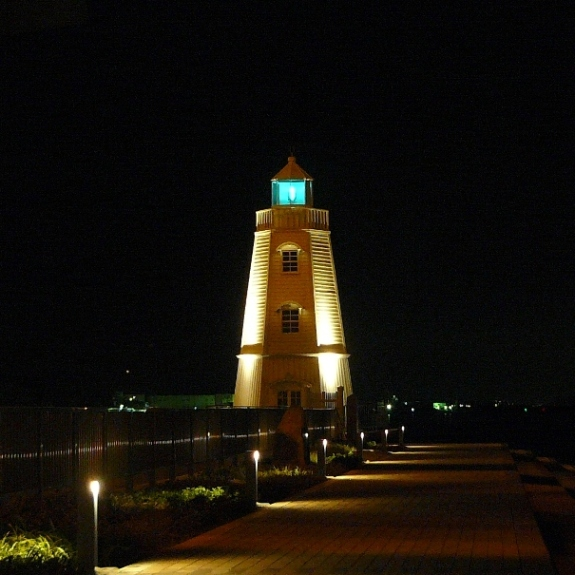
旧堺燈台(夜景)

## 交通アクセス
南海本線 堺駅から西へ約1km、徒歩約12分。
- 近隣に大浜公園、阪神高速4号湾岸線大浜出入口がある。